# We Sing. We Dance. We Steal Things.
We Sing. We Dance. We Steal Things. er Jason Mrazs tredje studiealbum. Det blev udgivet den 13. maj 2008. Albummet fik en tredjeplads på Billboard 200, og blev dermed Jason Mrazs mest sælgende album nogensinde.

## Spor
1. "Make It Mine" – 3:08
2. "I'm Yours" – 4:03
3. "Lucky" – 3:09
4. "Butterfly" – 5:00
5. "Live High" – 4:12
6. "Love for a Child" – 4:06
7. "Details in the Fabric" – 5:45
8. "Coyotes" – 3:38
9. "Only Human" – 4:03
10. "The Dynamo of Volition" – 3:36
11. "If It Kills Me" – 4:34
12. "A Beautiful Mess" – 5:38

## Fodnoter
1. ↑  http://www.allmusic.com/album/r1348819 (engelsk)
2. ↑  http://www.blender.com/guide/Anmeldelser.aspx?id=5133 (engelsk)
3. ↑  http://www.ew.com/ew/article/0,,20198685,00.html (engelsk)
4. ↑  http://www.popmatters.com/pm/review/jason-mraz-we-sing-we-dance-we-steal-things (engelsk)
5. ↑  http://www.sputnikmusic.com/album.php?reviewid=25732 (engelsk)
6. ↑  http://jasonmraz.shop.musictoday.com/Product.aspx?cp=418_13384&pc=JZ19COMBO Arkiveret 14. maj 2008 hos  Wayback Machine (engelsk)